# The Best of Earth, Wind & Fire, Vol. 1
Albums de Earth, Wind & Fire
All 'n All
(1977) I Am
(1979)
Singles
1. Got to Get You into My Life
Sortie : 14 juillet 1978
2. September
Sortie : 18 novembre 1978

The Best of Earth, Wind & Fire, Vol. 1 est une compilation du groupe américain Earth, Wind and Fire, sortie le 23 novembre 1978 chez ARC et Columbia Records.
La compilation s'est classée à la troisième place du classement Billboard Top Soul Albums et à la sixième place du classement Billboard 200 a été certifiée quintuple disque de platine aux États-Unis par la RIAA, ainsi que disque de platine au Canada et au Royaume-Uni par Music Canada et la BPI respectivement,,.

## Contenu
L'album compile les plus grands succès du groupe sortis entre 1975 et 1978 et deux nouvelles chansons, September et Love Music. 
Le premier single de l'album, une reprise de Got to Get You into My Life des Beatles, écrite par John Lennon et Paul McCartney, est sorti quelques mois avant la sortie de The Best of Earth, Wind & Fire, Vol. 1 et a été inclus pour la première fois dans la bande originale du film de 1978, Sgt. Pepper's Lonely Hearts Club Band. Le single atteint la première place et la neuvième place des classements du magazine américain Billboard Hot Soul Songs et Hot 100 respectivement. Got to Get You into My Life a été nommé aux Grammy Awards dans la catégorie « meilleure prestation vocale pop d'un duo ou groupe ». La chanson a ensuite remporté le Grammy du meilleur arrangement instrumental accompagnant un ou plusieurs chanteurs,.
Le deuxième single, September, a atteint les première et huitième places des classements Billboard Hot Soul Songs et Hot 100 respectivement. Il a également atteint la troisième place du classement britannique UK Singles Chart.

## Liste des titres
| 1. | Got to Get You into My Life | - John Lennon - Paul McCartney                       | Sgt. Pepper's Lonely Hearts Club Band (1978) | 4:03 |
| 2. | Fantasy                     | - Eduardo Del Barrio - Maurice White - Verdine White | All 'n All (1977)                            | 3:46 |
| 3. | Can't Hide Love             | Skip Scarborough                                     | Gratitude (1975)                             | 4:10 |
| 4. | Love Music                  | Skip Scarborough                                     | Inédit                                       | 3:55 |
| 5. | Getaway                     | - Peter Cor - Bernard “Beloyd” Taylor                | Spirit (1976)                                | 3:46 |

| 6.  | That's the Way of the World | - Charles Stepney - Maurice White - Verdine White | That's the Way of the World (1975) | 5:46 |
| 7.  | September                   | - Al McKay - Allee Willis - Maurice White         | Inédit                             | 3:36 |
| 8.  | Shining Star                | - Philip Bailey - Larry Dunn - Maurice White      | That's the Way of the World (1975) | 2:50 |
| 9.  | Reasons                     | - Bailey - Stepney - Maurice White                | That's the Way of the World (1975) | 4:59 |
| 10. | Sing a Song                 | - McKay - Maurice White                           | Gratitude (1975)                   | 3:23 |

## Crédits

### Musiciens
- Philip Bailey – chant, percussion
- Rhamlee Michael Davis – trompette, bugle
- Larry Dunn – claviers
- Johnny Graham – guitare, percussion
- Michael Harris – trompette, bugle
- Alan Hewitt – claviers (11)
- Ralph Johnson – batterie, percussion
- Al McKay – guitare, percussion
- Don Myrick – saxophone
- Louis Satterfield – trombone
- Dick Smith – guitare
- Fred White – batterie
- Maurice White – chant, batterie, percussion
- Verdine White – basse
- Andrew Woolfolk – saxophone, flûte

### Production
- Philip Bailey – notes d'accompagnement
- George Calle – producteur, ingénieur du son, mixage
- Mauro DeSantis – producteur, ingénieur du son, mixage
- Larry Dunn – assistant producteur
- Earth, Wind & Fire – arrangeur
- Howard Fritzson – direction artistique
- David Gahr – photographie
- Jay Graydon – auteur-compositeur
- Alan Hewitt – programmation, producteur, ingénieur du son, mixage
- Paul Klingberg – producer, ingénieur du son, mixage
- Art Macnow – direction
- Cameron Marcarelli – assistant ingénieur du son
- Al McKay – producteur
- Shusei Nagaoka – illustration
- Steve Newman – conception
- Joseph M. Palmaccio – mastérisation
- Leo Sacks – producteur, notes d'accompagnement, producteur de la réédition
- Richard Salvato – direction
- Jim Shea – photographie
- Charles Stepney – arrangements, producteur
- Tom Tom 84 – arrangements des cordes et des cuivres
- Chris Walter – photographie
- Maurice White – arrangeur, producteur, ingénieur du son, notes d'accompagnement, mixage
- Verdine White – notes de pochette, assistant de production
- Mark Wilder – mastérisation
- Joseph Wissert – producteur

Crédits adaptés des livrets de l'album,.

## Classements et certifications
| Classement (1978–79)                    | Meilleure position |
| --------------------------------------- | ------------------ |
| Allemagne de l'Ouest (Media Control)    | 28                 |
| Australie (Kent Music Report)           | 7                  |
| Canada (RPM 100 Albums)                 | 15                 |
| États-Unis (Billboard 200)              | 6                  |
| États-Unis (Top Soul LPs)               | 3                  |
| Finlande (Suomen virallinen albumlista) | 7                  |
| Japon (Oricon)                          | 12                 |
| Nouvelle-Zélande (RIANZ)                | 3                  |
| Pays-Bas (Mega Album Top 100)           | 19                 |
| Royaume-Uni (UK Albums Chart)           | 6                  |
| Suède (Sverigetopplistan)               | 13                 |

| Classement (1979)        | Position |
| ------------------------ | -------- |
| Nouvelle-Zélande (RIANZ) | 18       |

### Certifications
| Région                                | Certification | Ventes/Streams |
| ------------------------------------- | ------------- | -------------- |
| Canada (Music Canada)                 | Platine       | 100 000^       |
| États-Unis (RIAA)                     | 5 × Platine   | 5 000 000^     |
| Pays-Bas (NVPI)                       | Or            | 50 000^        |
| Royaume-Uni (BPI)                     | Platine       | 300 000^       |
| ^Mise en rayon selon la certification |               |                |